# Prototypon longo-breve organicum

Prototypon longo-breve organicum est le titre, en latin, d'un des deux recueils de pièces pour orgue composés par Franz Xaver Murschhauser (1663-1738), compositeur d'Allemagne méridionale actif au tournant des XVIIe et XVIIIe siècles.
Cette collection de pièces a tout d'abord été publiée à Nuremberg en deux phases : 1703 puis 1707. La dédicace était à un diacre de la collégiale Notre-Dame (Frauenkirche) de Munich sans que le nom du compositeur apparaisse, à la suite d'un différend avec le maître de chapelle de la cour de Munich. 
Ce sont de courtes pièces, regroupées en huit cycles selon certains des modes ecclésiastiques traditionnels. Ces pièces, en nombre variable de 4 à 8 selon le cycle -  ont vocation à servir d'intermèdes musicaux pendant la célébration de l'office catholique. L'utilisation des modes ecclésiastiques devient à cette époque un peu surannée ; dans les faits, les pièces sont composées dans les tonalités suivantes, ré - do - fa et sol majeur , puis ré, mi, sol et la mineur, les plus compatibles avec un tempérament mésotonique.  

## Composition du recueil
- Cycle Primi toni (mode dorien)  
  - Intonatio
  - Praeambulum
  - Fuga prima
  - Fuga secunda
  - Fuga finalis
  - Praeambulum

- Cycle Secundi toni (mode hypodorien)
  - Praeambulum
  - Fuga
  - Praeambulum aliud
  - Fuga alia
  - Fuga
  - Toccata arpeggiatta

- Cycle Tertii toni (mode phrygien)
  - Praeambulum
  - Fuga
  - Fuga brevissima
  - Praeambulum
  - Praeambulum brevissimum
  - Fuga

- Cycle Septimi toni (mode mixolydien)
  - Finale
  - Fuga prima
  - Praeambulum
  - Fuga secunda

- Cycle Octavi toni (mode hypomixolydien)
  - Finale
  - Intonatio
  - Praeambulum
  - Fuga prima
  - Fuga secunda
  - Toccata arpeggiatta

- Cycle Decimi toni (mode hypoéolien)
  - Finale
  - Praeambulum
  - Fuga
  - Praeambulum
  - Fuga
  - Finale

- Cycle Undecimi toni (mode ionien)
  - Finale
  - Toccata pro pedali
  - Fuga brevis
  - Fuga sive Canzon prima
  - Fuga sive Canzon secunda
  - Praeambulum
  - Toccata arpeggiatta brevis

- Cycle Duodecimi toni (mode hypoionien)
  - Finale
  - Fuga prima
  - Fuga secunda
  - Fuga tertia
  - Fuga quarta
  - Toccata pcum pedali ad libitum
  - Toccata
  - Toccata

## Discographie
- Prorotypon Longo-Breve Organicum - Léon Berben (Orgue Balthasar König de Beilstein) - 1 CD AEOLUS 2003 (OCLC 909679784)